# Framnäs, Jokkmokks kommun
Framnäs är en ort i Jokkmokks kommun, Norrbottens län. Vid folkräkningen 1890 hade orten sex invånare och i augusti 2016 fanns det enligt Ratsit en person över 16 år registrerad med Framnäs som adress.